# Capilla del Pocito
A Capilla del Pocito ou Templo del Pocito, é uma parte muito importante da Basílica de Nossa Senhora de Guadalupe. Sua construção foi iniciada em 1777 e foi concluída em 1791, pelo arquiteto Francisco de Guerrero y Torres. Tem um estilo barroco, e mescla o modelo europeu com o local. Além disso, a Capilla del Pocito  foi a primeira construção do complexo da Basílica. O templo preservava a fonte (ou um poço; que dá nome a capela) onde o indígena Juan Diego Cuauhtlatoatzin testemunhou a aparição da Virgem de Guadalupe. A capela está localizado a leste do monte Tepeyac, Villa Guadalupe, Cidade do México, no México. Lá são celebradas missas todos os Domingos às onze horas da manhã.
O local imediatamente passou a ser venerado como uma fonte que curava diversas doenças e extrapolou o simples uso de pequenos frascos de água onde as  gotas recolhidas seriam administradas no dia a dia dos doentes. Em pouco tempo, pessoas com enfermidades graves começaram a se banhar na fonte, transformando o poço milagroso em uma área de inúmeras epidemias e doenças nocivas. A decisão de construir a capela foi a forma encontrada pela Igreja de controlar o acesso ao poço e evitar novos surtos de contaminação por meio das bactérias nocivas.

## Construção

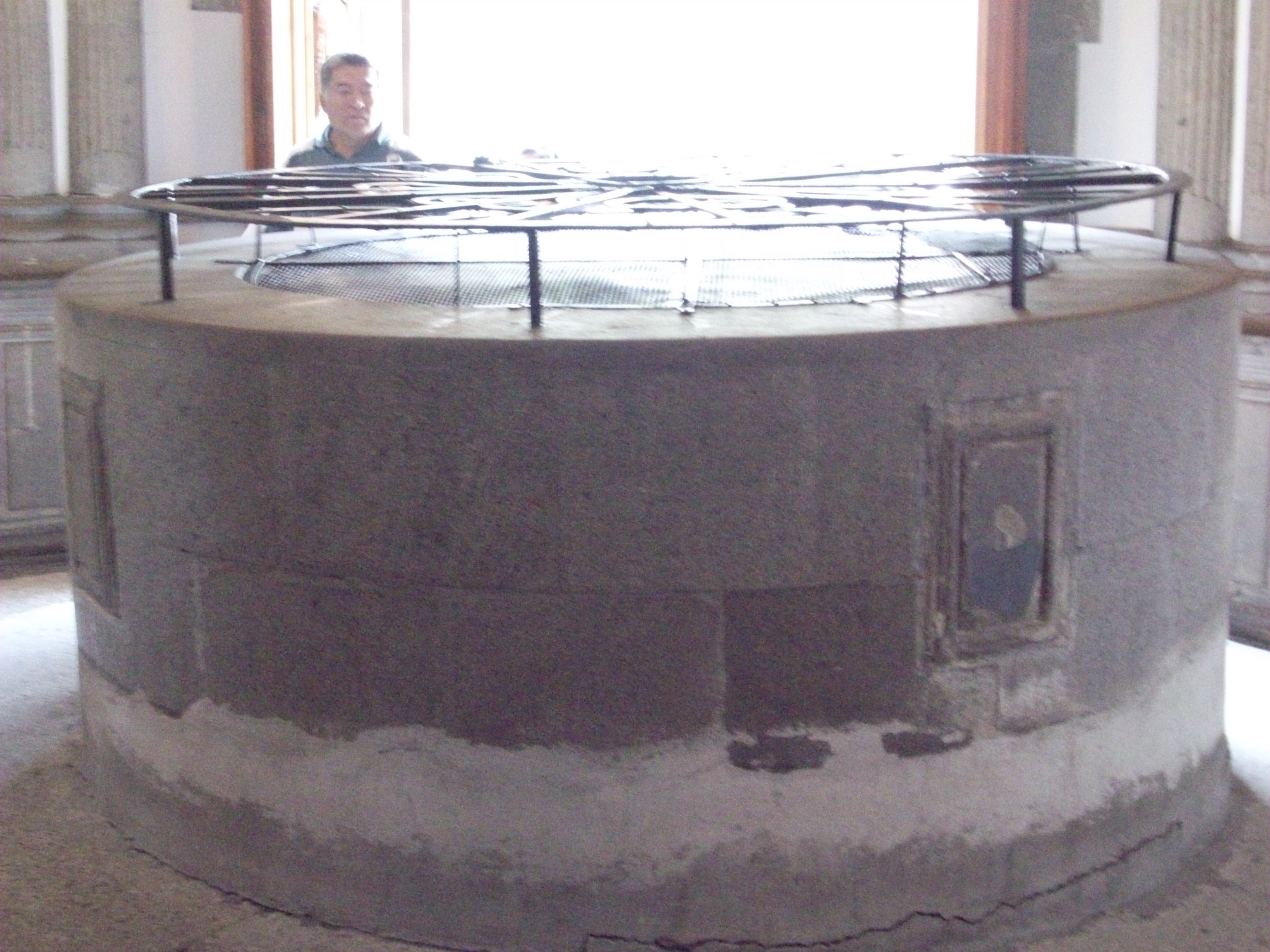
O poço, hoje coberto para evitar contaminações

O Padre Raymundo Maya aponta que os materiais da construção da capela vieram da própria região; tais como pedras, rocha vulcânica e rochas da pedreira foram utilizadas, bem como outros materiais que estavam trazendo de outros lugares, tais como tijolos de vidros, cerâmicas e talavera na cor azul e branco, com o qual o arquiteto Guerrero y Torres conseguiu construir este lindo salão dedicado à Virgem de Guadalupe, solidez e beleza que eles surpreendem-se:
| “ | E é aqui onde está um exemplo de heroísmo, patriotismo e trabalho do homem, para a congregação. O chamado "Servo da Nação" iria parar para rezar antes de ser levado para o pelotão de fuzilamento. Por esta e outras razões, temos aqui um gabinete que é necessário manter nas melhores condições. | ” |

## Estilo
O "Templo de El Pocito" é constituído por uma forma oval central, e circular; que vai encostar em dois cômodos menores também em forma circular. Substituiu-se o lobby circular pórtico frontal, para acentuar ainda mais a dinâmica da sua planta. Em seguida, é constituído o corpo central com quatro capelas, uma capela menor e o átrio desse. essas formas de entrada e de saída são marcados pela fragmentação do espaço em seu interior, gerando um jogo dinâmico próprio de estilo barroco europeu.
A presença de uma cúpula com cerâmicas coloridas de azul e branco, trazem ainda mais o movimento em ziguezague quando contemplado. Isso mostra como se queria alcançar no barroco, o dinamismo, a par com o caráter norte-americano. Este é o sinal de exaltação cromática. Algo semelhante acontece com as janelas: entre as várias formas e linhas que se podem observar, há a criação de diferentes planificações, oferecendo mais um contraste dinâmico para a cúpula da capela. Uma dualidade entre as cores, e as formas de decoração, geram uma unificação entre o sentido de cheio e vazio; e de que a totalidade é conseguida pela forma do seu corpo central. Ou seja, o trabalho acaba sendo uma luta harmoniosa e bela entre alguns elementos do barroco europeu, e do barroco americano.
Também é interessante notar que a maioria dos símbolos da capela carregam anjinhos que estão pintados na cúpula central, estes são símbolos marianos que aparecem na Ladainha de Loreto, o fim do Rosário: "Espelho de virtudes", "Estrela da noite", "Torre de David", etc. Outro elemento que faz parte da decoração, que vale a pena observar, é uma imagem de Juan Diego está segurando o púlpito de madeira.